# Pernell Whitaker
Pernell Whitaker, ibland kallad Sweet Pea, född 2 januari 1964 i Norfolk i Virginia, död 14 juli 2019 i Virginia Beach i Virginia, var en amerikansk boxare som erövrat VM-titlar i fyra olika viktklasser: lättvikt, lätt weltervikt, weltervikt och lätt mellanvikt. Han anses vara en av de allra främsta boxarna under de senaste 20 åren.

## Biografi
Whitaker föddes och växte upp i Norfolk i Virginia. Han hade en lysande amatörkarriär som kulminerade med ett OS-guld 1984. Whitaker blev världsmästare första gången 1988 när han erövrade IBF-titeln i lättvikt från Greg Haugen. Han hade gått sin första VM-match redan 1987 mot mexikanen José Luiz Ramirez men förlorade på poäng efter ett mycket kontroversiellt domslut - så gott som alla ansåg att Whitaker vunnit en överlägsen poängseger. 1989–1990 erövrade Whitaker lättviktstiteln och rankades då av The Ring Magazine, näst mexikanen Julio César Chávez som världens bäste boxare oavsett viktklass. The Ring Magazine utsåg honom till årets boxare 1989.
Whitaker avsade sig lättviktstiteln 1992 och började vandra uppåt i viktklasserna. 1992 erövrade han IBF-titeln i lätt weltervikt och våren 1993 WBC-titeln i Weltervikt. Hösten 1993 möttes Whitaker och Chavez i en upphaussad match som skulle avgöra vem som var världens bäste boxare. Chavez var favorit men Whitaker boxade ut mexikanen med överlägsen teknik. Trots det dömdes matchen som oavgjord - en enig boxningsepertis ansåg att Whitaker ännu en gång blivit bestulen på en solklar seger. En liten tröst var kanske ändå att han trots allt behöll VM-titeln. Efter matchen tog Whitaker dock definitivt över titeln som världens bäste boxare men någon returmatch mot Chavez blev det aldrig. 1995 gick Whitaker tillfälligt upp i lätt mellanvikt och erövrade WBA-titeln innan han återvände till welterviktsklassen.
Åren som följde visade att Whitakers karriär passerat "zenit". 1997 förlorade han welterviktstiteln till Oscar De La Hoya. Sin sista match gick Whitaker 2001, han hade då vunnit 40  matcher (17 på K.O), förlorat 4 och 1 no contest, d.v.s. ogiltig match.
Whitakers styrka var framförallt en lysande defensiv. Han var snabb, smidig och mycket svårträffad. Trots att nästan alla hans motståndare slog mycket hårdare kunde han ändå (innan karriären började peka neråt) med överlägsen teknik besegra dem enkelt på poäng. Whitaker är en av endast fem boxare som blivit världsmästare i fler än tre olika viktklasser.
Whitakers privatliv spårade ur efter avslutad karriär. Han har suttit i fängelse p.g.a. kokaininnehav och sägs ha "bränt" nästan hela den förmögenhet som han tjänade under karriären.